# Detvianska Huta
Detvianska Huta je obec na Slovensku v okrese Detva. V obci žije 689 obyvatel. Rozloha katastru obce je 14,31 km².